# Luciára
Luciára är en kommun i Brasilien.   Den ligger i delstaten Mato Grosso, i den centrala delen av landet, 600 km nordväst om huvudstaden Brasília. Antalet invånare är 2 229. Arean är 4 145 kvadratkilometer.
Terrängen i Luciára är platt åt sydost, men åt nordväst är den kuperad.
Trakten runt Luciára består i huvudsak av gräsmarker. Trakten runt Luciára är nära nog obefolkad, med mindre än två invånare per kvadratkilometer.